# Braschwitz
Braschwitz è un ex comune tedesco di 1 264 abitanti, situato nel land della Sassonia-Anhalt, circondario di Saalekreis.
Dal 20 aprile 2010 Breschwitz è stato incorporato nel comune di Landsberg del quale è diventato una frazione.

## Infrastrutture e trasporti
Braschwitz è servita dall'autostrada A100 dell'area di Halle, in direzione Bitterfeld. Sempre nelle vicinanze si trova la A14 Nossen-Magdeburgo e più ad est l'importante arteria A9 Monaco-Berlino.